# 克夫機場

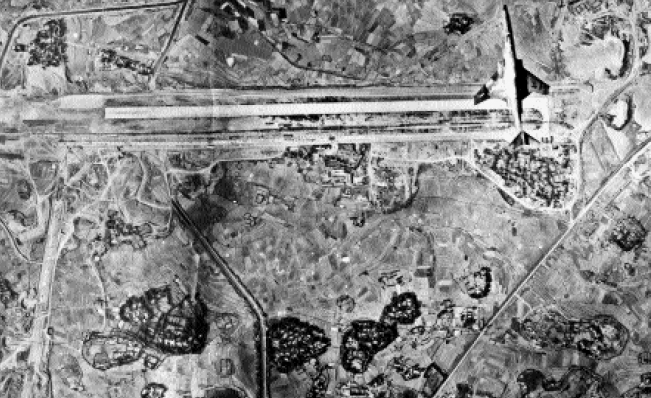
一架RF-101C飞越克夫机场

克夫机场（越南语：／）是一座位于越南北寧省𠄳社的军用机场。该机场ICAO代码为VVKP，有一条跑道，长2100米。该机场与奠边府机场、河内的嘉林机场在越南战争时期是用来关押战俘的。该机场自越南战争以来就是空军基地，可以起降一些轻型运输机或少载中型运输机、米格21、苏27等战斗机，轻型轰炸机等。